# صعوه جنگلی

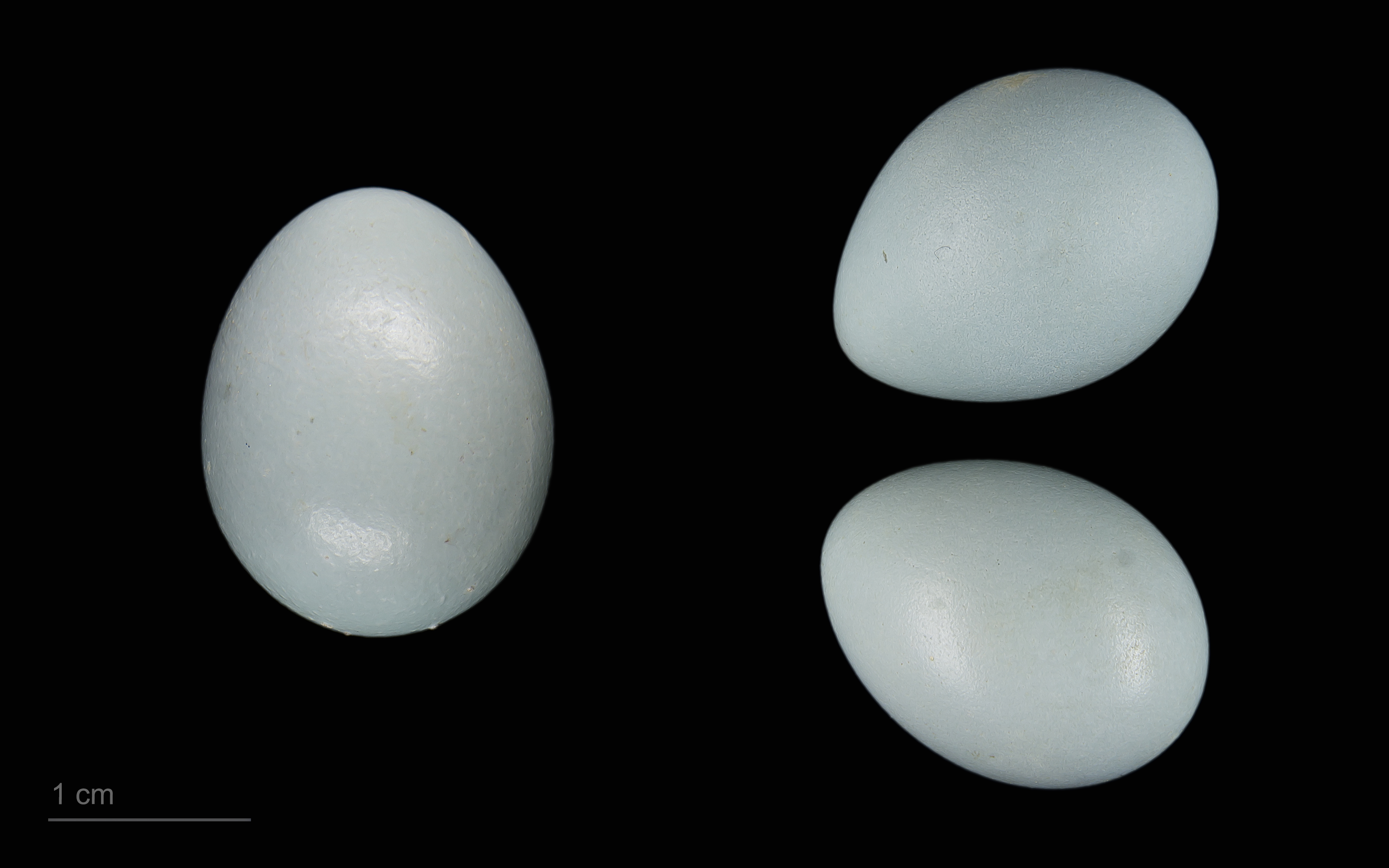
Cuculus canorus canorus + Prunella modularis

صعوه جنگلی یا صعوه باغی یا گنجشک پرچین (نام علمی: Prunella modularis) نام یک گونه از راسته گنجشک‌سانان است.